# Metallactus
Metallactus là một chi bọ cánh cứng trong họ Chrysomelidae.
Chi này được miêu tả khoa học năm 1866 bởi Suffrian.

## Các loài
Chi này gồm các loài:
- Metallactus mosei Schoeller, 2003